# Goya a la millor direcció artística
El Premi Goya a la millor  direcció artística és un dels 28 Premis Goya entregats anualment. És concedit des de la primera edició.

## Nominats i guanyadors

### Dècada del 2020
| Guanyador             | Candidats                                        | |
| XXXIX edició - 2025   | XXXIX edició - 2025                              | XXXIX edició - 2025 |
| --------------------- | ------------------------------------------------ | --- |
|                       |                                                  | - Marta Bazaco — El 47 - Inbal Weinberg — La habitación de al lado - Javier Alvariño — La virgen roja - Pepe Domínguez del Olmo— Segundo premio - Miguel Ángel Rebollo — Volveréis |
| XXXVIII edició - 2024 |                                                  | |
|                       | Alain Bainée per La societat de la neu           | - Izaskun Urkijo per 20.000 espècies d'abelles - Curru Garabal per Cerrar los ojos - Carlos Conti per La contadora de películas - Marc Pou per Saben aquell                        |
| XXXVII edició - 2023  |                                                  | |
|                       | Pepe Domínguez del Olmo per Modelo 77            | - Mónica Bernuy per Alcarràs - José Tirado per As bestas - Melanie Antón per La piedad - Sylvia Steinbrecht per Los renglones torcidos de Dios                                     |
| XXXVI edició - 2022   |                                                  | |
|                       | Balter Gallart per Las leyes de la frontera      | - César Macarrón per El buen patrón - Antxón Gómez per Madres paralelas - Mikel Serrano per Maixabel                                                                               |
| XXXV edició - 2021    |                                                  | |
|                       | Mikel Serrano per Akelarre                       | - César Macarrón per Adú - Montse Sanz per Black Beach - Mónica Bernuy per Las niñas                                                                                               |
| XXXIV edició - 2020   |                                                  | |
|                       | Juan Pedro de Gaspar per Mientras dure la guerra | - Antxón Gómez per Dolor y gloria - Pepe Domínguez per La trinchera infinita - Mikel Serrano per Ventajas de viajar en tren                                                        |

### Dècada del 2010
| Guanyador            | Candidats                                                       | |
| XXXIII edició - 2019 | XXXIII edició - 2019                                            | XXXIII edició - 2019 |
| -------------------- | --------------------------------------------------------------- | --- |
|                      | Juan Pedro de Gaspar per L'ombra de la llei                     | - Rosa Ros per El fotògraf de Mauthausen - Benjamín Fernández per El hombre que mató a Don Quijote - Balter Gallart per Superlópez                         |
| XXXII edició - 2018  |                                                                 | |
|                      | Mikel Serrano per Handia                                        | - Alain Bainée per Abracadabra - Llorenç Miquel per La llibreria - Javier Fernández per Oro                                                                |
| XXXI edició - 2017   |                                                                 | |
|                      | Eugenio Caballero per Un monstre em ve a veure                  | - Carlos Bodelón per 1898: Los últimos de Filipinas - Pepe Domínguez del Olmo per El hombre de las mil caras - Juan Pedro de Gaspar per La reina de España |
| XXX edició - 2016    |                                                                 | |
|                      | Antón Laguna per Palmeras en la nieve                           | - Jesús Bosqued Maté i Pilar Quintana per La novia - Biaffra i José Luis Arrizabalaga per Mi gran noche - Alain Bainée per Nobody Wants the Night          |
| XXIX edició - 2015   |                                                                 | |
|                      | Pepe Domínguez per La isla mínima                               | - Víctor Monigote per Mortadelo y Filemón contra Jimmy el Cachondo - Antón Laguna per El Niño - Patrick Salvador per Autómata                              |
| XXVIII edició - 2014 |                                                                 | |
|                      | José Luis Arrizabalaga i Biaffra per Las brujas de Zugarramurdi | - Llorenç Miquel per Alacrán enamorado - Isabel Viñuales per Caníbal - Juan Pedro de Gaspar per Zipi y Zape y el club de la canica                         |
| XXVII edició - 2013  |                                                                 | |
|                      | Alain Bainée per Blancanieves                                   | - Pilar Revuelta per El artista y la modelo - Pepe Domínguez del Olmo per Grupo 7 - Eugenio Caballero per The Impossible                                   |
| XXVI edició - 2012   |                                                                 | |
|                      | Juan Pedro de Gaspar per Blackthorn                             | - Laia Colet per EVA - Antxón Gómez per La piel que habito - Antón Laguna per No habrá paz para los malvados                                               |
| XXV edició - 2011    |                                                                 | |
|                      | Ana Alvargonzález per Pa negre                                  | - Edou Hydallgo per Balada triste de trompeta - Brigitte Broch per Biutiful - César Macarrón per Lope                                                      |
| XXIV edició - 2010   |                                                                 | |
|                      | Guy Hendrix Dyas per Agora                                      | - Antón Laguna per Celda 211 - Verónica Astudillo per El baile de la Victoria - Marcelo Pont per El secreto de sus ojos                                    |

### Dècada del 2000
| Guanyador           | Candidats                                                  | |
| XXIII edició - 2009 | XXIII edició - 2009                                        | XXIII edició - 2009 |
| ------------------- | ---------------------------------------------------------- | --- |
|                     | Antxón Gómez per Che, el argentino                         | - Luis Vallés per La conjura de El Escorial - Balter Gallart per Los girasoles ciegos - Gil Parrondo per Sangre de mayo                        |
| XXII edició - 2008  |                                                            | |
|                     | Josep Rosell per El orfanato                               | - Wolfgang Burmann per Oviedo Express - Edoy Hidalgo per Las 13 rosas - Gil Parrondo per Luz de domingo                                        |
| XXI edició - 2007   |                                                            | |
|                     | Benjamín Fernández per Alatriste                           | - Eugenio Caballero per El laberinto del fauno - Bárbara Pérez Solero i María Stilde Ambruzzi per Los Borgia - Salvador Parra per Volver       |
| XX edició - 2006    |                                                            | |
|                     | Gil Parrondo per Ninette                                   | - Félix Murcia i Federico G. Cambero per Para que no me olvides - Julio Esteban i Julio Torrecilla per Obaba - Marta Blasco per Segundo asalto |
| XIX edició - 2005   |                                                            | |
|                     | Gil Parrondo per Tiovivo c. 1950                           | - Antxón Gómez per La mala educación - Benjamín Fernández per Mar adentro - Rafael Palmero per El séptimo día                                  |
| XVIII edició - 2004 |                                                            | |
|                     | César Macarrón per La gran aventura de Mortadelo y Filemón | - Benjamín Fernández per Carmen - Juan Pedro de Gaspar per El lápiz del carpintero - Félix Murcia per La luz prodigiosa                        |
| XVII edició - 2003  |                                                            | |
|                     | Salvador Parra per El embrujo de Shanghai                  | - Félix Murcia per El caballero Don Quijote - Gil Parrondo per Historia de un beso - Rafael Palmero per El alquimista impaciente               |
| XVI edició - 2002   |                                                            | |
|                     | Benjamín Fernández per The Others                          | - César Macarrón per Intacto - Javier Fernández per Sin noticias de Dios - Josep Rosell per Juana la Loca                                      |
| XV edició - 2001    |                                                            | |
|                     | Gil Parrondo per You're the One (una historia de entonces) | - Fernando Sáenz i Ulia Loureiro per Besos para todos - José Luis Arrizabalaga i Biaffra per La comunidad - Luis Ramírez per Lázaro de Tormes  |
| XIV edició - 2000   |                                                            | |
|                     | Pierre-Louis Thévenet per Goya en Burdeos                  | - Josep Rosell per La lengua de las mariposas - Antxón Gómez per Todo sobre mi madre - Luis Vallés per Volavérunt                              |

### Dècada del 1990
| Guanyador          | Candidats                                                | |
| XIII edició - 1999 | XIII edició - 1999                                       | XIII edició - 1999 |
| ------------------ | -------------------------------------------------------- | --- |
|                    | Gerardo Vera per La niña de tus ojos                     | - Wolfgang Burmann per Abre los ojos - Gil Parrondo per El abuelo - Félix Murcia per Mararía                                                                                             |
| XII edició - 1998  |                                                          | |
|                    | Félix Murcia per Secretos del corazón                    | - Antonio Cortés per El color de las nubes - Josep Rosell per En brazos de la mujer madura                                                                                               |
| XI edició - 1997   |                                                          | |
|                    | Félix Murcia per El perro del hortelano                  | - Ana Alvargonzález per La Celestina - Pierre-Louis Thévenet per Tranvía a la Malvarrosa                                                                                                 |
| X edició - 1996    |                                                          | |
|                    | José Luis Arrizabalaga i Biaffra per El día de la bestia | - Wolfgang Burmann per La flor de mi secreto - Javier Fernández per La leyenda de Balthasar el castrado                                                                                  |
| IX edició - 1995   |                                                          | |
|                    | Gil Parrondo per Canción de cuna                         | - Félix Murcia per Días contados - Josep Rosell per La pasión turca |
| VIII edició - 1994 |                                                          | |
|                    | Félix Murcia per Tirano Banderas                         | - Alain Bainée i Javier Fernández per Kika - Luis Vallés per Madregilda |
| VII edició - 1993  |                                                          | |
|                    | Juan Botella Ruiz-Castillo per Belle Époque              | - José Luis Arrizabalaga per Acción mutante - Luis Vallés per El maestro de esgrima |
| VI edició - 1992   |                                                          | |
|                    | Félix Murcia per El rey pasmado                          | - Fernando Sáenz i Luis Vallés per Beltenebros - Wolfgang Burmann per Don Juan en los infiernos                                                                                          |
| V edició - 1991    |                                                          | |
|                    | Rafael Palmero per ¡Ay Carmela!                          | - Ferrán Sánchez per Átame - Rafael Palmero per Lo más natural |
| IV edició - 1990   |                                                          | |
|                    | Ramiro Gómez i Javier Artiñano per Esquilache            | - Francesc Candini i Puig per El niño de la luna - Pierre-Louis Thévenet per El sueño del mono loco - Luis Sanz Santiago per Las cosas del querer - Josep Rosell per Si te dicen que caí |

### Dècada del 1980
| Guanyador         | Candidats                                   | |
| III edició - 1989 | III edició - 1989                           | III edició - 1989 |
| ----------------- | ------------------------------------------- | --- |
|                   | Wolfgang Burmann per Remando al viento      | - Gerardo Vera per Berlín Blues - Terry Pritchard per El Dorado - Rafael Palmero per Jarrapellejos - Félix Murcia per Mujeres al borde de un ataque de nervios |
| II edició - 1988  |                                             | |
|                   | Rafael Palmero per La casa de Bernarda Alba | - Félix Murcia per El bosque animado - Eduardo Torre de la Fuente per La monja alférez                                                                         |
| I edició - 1987   |                                             | |
|                   | Félix Murcia per Dragon Rapide              | - Ramiro Gómez per Bandera negra - Wolfgang Burmann per Romanza final (Gayarre)                                                                                |

## Estadístiques

### Directors artístics més guardonats
- 5 premis: Félix Murcia, de 12 nominacions
- 4 premis: Gil Parrondo, de 8 nominacions
- 2 premis: Benjamín Fernández, de 4 nominacions
- 2 premis: Rafael Palmero, de 6 nominacions
- 2 premis: José Luis Arrizabalaga, de 5 nominacions
- 2 premis: Biaffra, de 4 nominacions

### Directors artístics amb més candidatures
- 12 candidatures: Félix Murcia (5 premis)
- 8 candidatures: Gil Parrondo (4 premis)
- 6 candidatures: Rafael Palmero (2 premis)
- 6 candidatures: Josep Rosell (1 premi)
- 5 candidatures: José Luis Arrizabalaga (2 premis)
- 5 candidatures: Wolfgang Burmann (1 premi)
- 5 candidatures: Luis Vallés (0 premi)
- 4 candidatures: Benjamín Fernández (2 premis)
- 4 candidatures: Biaffra (2 premis)
- 4 candidatures: Antxón Gómez (1 premi)
- 4 candidatures: Juan Pedro de Gaspar (1 premi)
- 4 candidatures: Antón Laguna (1 premi)
- 3 candidatures: Pierre-Louis Thévenet (1 premi)
- 3 candidatures: César Macarrón (1 premi)
- 3 candidatures: Alain Bainée (1 premi)
- 3 candidatures: Eugenio Caballero (1 premi)
- 3 candidatures: Javier Fernández (0 premis)
- 2 candidatures: Ramiro Gómez (1 premi)
- 2 candidatures: Gerardo Vera (1 premi)
- 2 candidatures: Salvador Parra (1 premi)
- 2 candidatures: Ana Alvargonzález (1 premi)
- 2 candidatures: Pepe Domínguez (1 premi)
- 2 candidatures: Pepe Domínguez del Olmo (0 premis)